# Ernesto Bono
Ernesto Bono (* 25. April 1936 in Ome (Lombardei); † 31. Mai 2018 San Giovanni in Fiore) war ein italienischer Radrennfahrer und nationaler Meister im Radsport.

## Sportliche Laufbahn
Bono war Bahnradsportler und im Straßenradsport aktiv. Im Bahnradsport gewann er 1958 die nationale Meisterschaft in der Einerverfolgung der Amateure vor Mario Vallotto sowie den Titel in der Mannschaftsverfolgung. Auf der Straße holte er den Sieg in der Lombardei-Rundfahrt der Amateure (Il Piccolo Lombardia). 1958 startete er bei den Bahnradsport-Weltmeisterschaften in der Einerverfolgung. 1959 wurde er Berufsfahrer im Radsportteam San Pellegrino und blieb bis 1964 als Radprofi aktiv. Das Einzelzeitfahren von Pistoia gewann er 1960. 1961 war er in der Rennserie Trofeo Cougnet erfolgreich. 1962 gewann er eine Etappe in der Vuelta a España und 1963 in der Tour de Suisse.
Bono bestritt alle Grand Tours.

## Grand-Tour-Platzierungen
| Grand Tour            | 1959 | 1960 | 1961 | 1962 | 1963 |
| --------------------- | ---- | ---- | ---- | ---- | ---- |
| Vuelta a EspañaVuelta | –    | –    | –    | 36   | 53   |
| Giro d’ItaliaGiro     | 9    | 46   | 52   | –    | 16   |
| Tour de FranceTour    | 36   |      | –    | –    | –    |

1961 wurde er 7. in der Tour de Suisse. 1963 kam er auf den 5. Rang.